# Araneus lechugalensis
Araneus lechugalensis là một loài nhện trong họ Araneidae.
Loài này thuộc chi Araneus. Araneus lechugalensis được Eugen von Keyserling miêu tả năm 1883.